# Saison 1965-1966 du Bayern Munich
Maillots
Chronologie
Saison précédente Saison suivante
La saison 1965-1966 est la première saison du Bayern Munich en Bundesliga.

## Transferts

### Transferts estivaux
| Nom                | Nationalité          | Poste     | Provenance/Destination  | Division         |
| ------------------ | -------------------- | --------- | ----------------------- | ---------------- |
| Arrivées           |                      |           |                         |                  |
| Hans Nowak         | Allemagne de l'Ouest | Défenseur | FC Schalke 04           | Bundesliga       |
| Ramiro Blacut      | Bolivie              | Attaquant | Club Ferro Carril Oeste | Primera División |
| Dieter Danzberg    | Allemagne de l'Ouest | Défenseur | Meidericher SV          | Bundesliga       |
| Kurt Kroiß         | Allemagne de l'Ouest | Attaquant |                         |                  |
| Anton Vučkov       | Yougoslavie          | Attaquant | NK Trešnjevka           | Prva Liga        |
| Günter Kaussen     | Allemagne de l'Ouest | Attaquant |                         |                  |
| Hubert Windsperger | Allemagne de l'Ouest | Défenseur | Bayern Munich II        | -                |
| Hans Rigotti       | Allemagne de l'Ouest | Défenseur | Bayern Munich U19       | -                |
| Départs            |                      |           |                         |                  |
| Otto Jaworski      | Allemagne de l'Ouest | Milieu    | TSC Zweibrücken         | Regionalliga     |
| Manfred Schwalm    | Allemagne de l'Ouest | Attaquant | VfR Pforzheim           | -                |
| Norbert Wodarzik   | Allemagne de l'Ouest | Défenseur | Schwaben Augsburg       | -                |

### Transferts hivernaux
| Nom      | Nationalité | Poste | Provenance/Destination | Division |
| -------- | ----------- | ----- | ---------------------- | -------- |
| Arrivées |             |       |                        |          |
| Départs  |             |       |                        |          |

## Compétitions
| Championnat d'Allemagne | Coupe d'Allemagne                      |
| ----------------------- | -------------------------------------- |
| Troisième 47 points     | Vainqueur face au Meidericher SV (4-2) |
| 20V 7N 7D               | 6V 0N 0D                               |
| TOTAL: 26V 7N 7D        |                                        |

### Championnat

#### Journées 1 à 5
Pour son premier match de Bundesliga, le Bayern Munich débute mal puisqu'il s'incline dans le derby de Munich à cause d'un but survenu dès la première minute. Contre Francfort, le Bayern fait mieux et s'impose sur le score de 2 buts à 0, ce qui lui permet de s'éloigner temporairement des places de la zone rouge, même mieux, cela laisse la possibilité au Bayern de monter sur le podium en cas de bon résultat lors de la troisième journée. Lors de la troisième journée, le Bayern affronte Brunswick, l'équipe de Zlatko Čajkovski monte en puissance et s'impose par deux buts d'écart sur un score de 2 à 4. Pour son quatrième match le Bayern continue de monter en puissance contre le Borussia Neunkirchen, en s'imposant très largement sur un score fleuve de 6 buts à 0. Par ailleurs, le Bayern s'empare de la première place, une prestation exceptionnelle pour le club qui est tout juste promu. Duel de promu pour la cinquième journée, le Bayern Munich affronte le Tasmania Berlin à l'Olympiastadion, ce qui n’empêche pas les Bavarois de s'imposer et de conserver leur place de leader pour la deuxième journée consécutive. 

#### Journées 6 à 10
Lors de la rencontre de Bundesliga opposant le Bayern Munich au Karlsruher SC le 18 septembre 1965, le Bayern Munich a fait preuve d'une performance dominante. Le match s'est soldé par une victoire du Bayern Munich sur le score de 5 à 1, illustrant leur supériorité évidente sur le terrain.

#### Journées 16 et 17
Contre Cologne le Bayern Munich prend une véritable claque, la première de la saison en Bundesliga, et s'incline sur un score large de six buts à un, sans grosse incidence au classement mais tout de même surprenant pour le promu. Contre le Werder Brême, le Bayern Munich se doit de faire mieux, à la mi-temps, les deux équipes sont dos à dos, mais le Bayern finira par s'imposer sur un score de trois buts à un. Le Bayern termine sa première partie de saison à la deuxième place, ce qui s'avère exceptionnel pour une équipe tout juste promue.

#### Évolution du classement et des résultats
| Journée  | 1   | 2  | 3  | 4   | 5   | 6   | 7   | 8  | 9  | 10 | 11 | 12 | 13 | 14 | 15 | 16 | 17 | 18 | 19 | 20 | 21 | 22 | 23 | 24 | 25 | 26 | 27 | 28 | 29 | 31 | 30 | 32 | 33 | 34 | Journées en tête |
| -------- | --- | -- | -- | --- | --- | --- | --- | -- | -- | -- | -- | -- | -- | -- | -- | -- | -- | -- | -- | -- | -- | -- | -- | -- | -- | -- | -- | -- | -- | -- | -- | -- | -- | -- | ---------------- |
| Résultat | D   | V  | V  | V   | V   | V   | V   | D  | V  | N  | N  | V  | V  | V  | V  | D  | V  | V  | N  | N  | V  | V  | D  | V  | D  | V  | V  | N  | V  | V  | D  | N  | D  | N  | —                |
| Rang     | 14e | 7e | 3e | 1er | 1er | 1er | 1er | 3e | 3e | 3e | 3e | 3e | 2e | 2e | 2e | 2e | 2e | 2e | 2e | 3e | 2e | 2e | 3e | 3e | 3e | 3e | 2e | 2e | 2e | 3e | 3e | 3e | 3e | 3e | 4                |

### Coupe d'Allemagne
Vainqueur de la coupe d'allemagne, le Bayern se qualifie pour la Coupe d'Europe des vainqueurs de coupe pour la saison 1966-1967.

## Joueurs et encadrement technique

### Effectif professionnel
En grisé, les sélections de joueurs internationaux chez les jeunes mais n'ayant jamais été appelés aux échelons supérieur une fois l'âge limite dépassé.

## Statistiques

### Statistiques collectives
| Compétition       | Débute au tour | Termine   | Matches joués | Gagnés | Nuls | Perdus | Buts pour | Buts contre | Différence |
| ----------------- | -------------- | --------- | ------------- | ------ | ---- | ------ | --------- | ----------- | ---------- |
| Bundesliga        | -              | Troisième | 34            | 20     | 7    | 7      | 71        | 38          | +33        |
| Coupe d'Allemagne | Qualification  | Vainqueur | 6             | 6      | 0    | 0      | 13        | 4           | +9         |
| Total             | -              | -         | 40            | 26     | 7    | 7      | 84        | 42          | +42        |

### Statistiques individuelles
(Mis à jour le 14 avril 2019)
| Numéro | Nat. | Nom                 | Championnat | Championnat | Championnat    | Championnat | Championnat  | Coupe d'Allemagne | Coupe d'Allemagne | Coupe d'Allemagne | Coupe d'Allemagne | Coupe d'Allemagne | Total | Total       | Total          | Total  | Total        |
| Numéro | Nat. | Nom                 | M.j.        | But inscrit | Passe décisive | Averti      | Carton rouge | M.j.              | But inscrit       | Passe décisive    | Averti            | Carton rouge      | M.j.  | But inscrit | Passe décisive | Averti | Carton rouge |
| ------ | ---- | ------------------- | ----------- | ----------- | -------------- | ----------- | ------------ | ----------------- | ----------------- | ----------------- | ----------------- | ----------------- | ----- | ----------- | -------------- | ------ | ------------ |
| -      |      | Fritz Kosar         | 3           | 0           | 0              | 0           | 0            | 0                 | 0                 | 0                 | 0                 | 0                 | 3     | 0           | 0              | 0      | 0            |
| -      |      | Sepp Maier          | 31          | 0           | 0              | 0           | 0            | 6                 | 0                 | 0                 | 0                 | 0                 | 37    | 0           | 0              | 0      | 0            |
| -      |      | Franz Beckenbauer   | 33          | 4           | 5              | 0           | 0            | 6                 | 1                 | 0                 | 0                 | 0                 | 39    | 5           | 5              | 0      | 0            |
| -      |      | Karl-Heinz Borutta  | 27          | 0           | 0              | 0           | 0            | 3                 | 0                 | 0                 | 0                 | 0                 | 30    | 0           | 0              | 0      | 0            |
| -      |      | Adolf Kunstwadl     | 2           | 0           | 0              | 0           | 0            | 0                 | 0                 | 0                 | 0                 | 0                 | 2     | 0           | 0              | 0      | 0            |
| -      |      | Peter Kupferschmidt | 32          | 0           | 2              | 0           | 0            | 6                 | 0                 | 0                 | 0                 | 0                 | 38    | 0           | 2              | 0      | 0            |
| -      |      | Manfred Mokosch     | 0           | 0           | 0              | 0           | 0            | 0                 | 0                 | 0                 | 0                 | 0                 | 0     | 0           | 0              | 0      | 0            |
| -      |      | Hans Nowak          | 6           | 2           | 0              | 0           | 0            | 3                 | 1                 | 0                 | 0                 | 0                 | 9     | 3           | 0              | 0      | 0            |
| -      |      | Werner Olk          | 28          | 0           | 0              | 0           | 0            | 4                 | 0                 | 0                 | 0                 | 0                 | 32    | 0           | 0              | 0      | 0            |
| -      |      | Hubert Windsperger  | 1           | 1           | 0              | 0           | 0            | 0                 | 0                 | 0                 | 0                 | 0                 | 1     | 1           | 0              | 0      | 0            |
| -      |      | Hans Rigotti        | 15          | 0           | 1              | 0           | 0            | 6                 | 0                 | 0                 | 0                 | 0                 | 21    | 0           | 1              | 0      | 0            |
| -      |      | Dieter Danzberg     | 2           | 0           | 0              | 0           | 1            | 0                 | 0                 | 0                 | 0                 | 0                 | 2     | 0           | 0              | 0      | 1            |
| -      |      | Jakob Drescher      | 28          | 3           | 3              | 0           | 0            | 3                 | 0                 | 0                 | 0                 | 0                 | 31    | 3           | 3              | 0      | 0            |
| -      |      | Rudolf Grosser      | 3           | 1           | 1              | 0           | 0            | 0                 | 0                 | 0                 | 0                 | 0                 | 3     | 1           | 1              | 0      | 0            |
| -      |      | Dieter Koulmann     | 27          | 5           | 6              | 0           | 1            | 3                 | 0                 | 0                 | 0                 | 0                 | 30    | 5           | 6              | 0      | 1            |
| -      |      | Peter Werner        | 8           | 4           | 1              | 0           | 0            | 1                 | 0                 | 0                 | 0                 | 0                 | 9     | 4           | 1              | 0      | 0            |
| -      |      | Gerd Müller         | 33          | 15          | 4              | 0           | 0            | 6                 | 1                 | 0                 | 0                 | 0                 | 39    | 16          | 4              | 0      | 0            |
| -      |      | Karl Schneider      | 0           | 0           | 0              | 0           | 0            | 1                 | 0                 | 0                 | 0                 | 0                 | 1     | 0           | 0              | 0      | 0            |
| -      |      | Anton Vučkov        | 1           | 1           | 0              | 0           | 0            | 0                 | 0                 | 0                 | 0                 | 0                 | 1     | 1           | 0              | 0      | 0            |
| -      |      | Dieter Brenninger   | 31          | 12          | 12             | 0           | 0            | 6                 | 4                 | 0                 | 0                 | 0                 | 37    | 16          | 12             | 0      | 0            |
| -      |      | Günter Kaussen      | 0           | 0           | 0              | 0           | 0            | 0                 | 0                 | 0                 | 0                 | 0                 | 0     | 0           | 0              | 0      | 0            |
| -      |      | Rudolf Nafziger     | 32          | 10          | 4              | 0           | 0            | 6                 | 0                 | 0                 | 0                 | 0                 | 38    | 10          | 4              | 0      | 0            |
| -      |      | Rainer Ohlhauser    | 29          | 13          | 8              | 0           | 0            | 6                 | 5                 | 0                 | 0                 | 0                 | 35    | 18          | 8              | 0      | 0            |
| -      |      | Ramiro Blacut       | 0           | 0           | 0              | 0           | 0            | 0                 | 0                 | 0                 | 0                 | 0                 | 0     | 0           | 0              | 0      | 0            |
| -      |      | Kurt Kroiß          | 2           | 0           | 0              | 0           | 0            | 0                 | 0                 | 0                 | 0                 | 0                 | 2     | 0           | 0              | 0      | 0            |